# Vandenboschia rupestris
Vandenboschia rupestris är en hinnbräkenväxtart som först beskrevs av Giuseppe Raddi, och fick sitt nu gällande namn av Ebihara och K. Iwats. Vandenboschia rupestris ingår i släktet Vandenboschia och familjen Hymenophyllaceae. Inga underarter finns listade.